# 直心影流剣術
直心影流剣術（じきしんかげりゅうけんじゅつ）は、日本の剣術の流派。正式名称は鹿島神傳直心影流（かじましんでんじきしんかげりゅう）。薩摩藩では「真影流」「薩摩影之流」と呼ばれることもある。
鹿島神宮鹿島之太刀を起源とするという。江戸時代にいち早く竹刀と防具を使用した打ち込み稽古を導入し、江戸時代後期には全国に最も広まった。薙刀術の流派である直心影流薙刀術とは直接の関係は無い。

## 歴史

### 流祖
伝系図では戦国時代の人松本（杉本）備前守紀政元が初代であるが、直心影流の名乗りは、第7代の山田光徳（一風斎）からである

#### 杉本備前守を流祖とする説
杉本備前守を流祖とする説については、まず杉本備前守が実在の人物かどうか現在未詳である。また、第2代に上泉伊勢守を配しているが、あくまでもこの主張は、直心影流独自のものである。
『撃剣叢談』の「武芸原始 影流」で新陰流の古き免許の記せるは鵜戸大権現より糸を引きて愛洲移香・愛洲小七郎・上泉伊勢守・疋田柳雲と傳うる」とあり他の新陰流系の伝書では「杉本備前守」や「松本備前守」といった名は記録されていない。
直心影流第15代、山田次朗吉は、鹿嶋の地を調査し、流祖を「杉本備前守」ではなく「松本備前守」であると主張している。
直木三十五は『剣法夜話』で松本備前守説を取っている。
また、「松本備前守」は「本朝武芸小伝」「関八州古戦録」では、飯篠長威斎より新當流を授かっている。

#### 山田光徳を実際の流祖とする説
第7代の山田光徳を流祖とする説については、直心影流は山田光徳を流祖とする剣術の流派であるが、何らかの目的（道場の格式を上げる・門人獲得）に依って「古き名の杉本備前守」の名を借りて流祖としたものであると『撃剣叢談』では「直心影流と称するは、もと新影流なれども何人より直心の文字を加えて称すること知らず」として直心影流の命名が後世の「付会」であると指摘しており、現在に至るも論争の種となっている。

### 竹刀打込稽古の導入
武蔵岩槻藩（永井氏）の江戸詰の家臣であった山田光徳は、木刀による試合で怪我を負って剣術修行を中断していたが、直心正統流の高橋重冶の道場で防具を用いて怪我を防止した稽古をしているのを見て、高橋重冶に入門した。天和3年（1683年）、直心正統流の皆伝を授かった山田光徳は、流名を「直心影流」と改めた。
他の剣術流派が組太刀（形稽古）をしている中、当流の原流派である直心正統流の頃から、いち早く竹刀稽古を導入しており、山田光徳から第8代の長沼国郷の時期にかけて、竹刀と防具を改良した。第9代・長沼綱郷（長沼国郷の養子）が上野沼田藩に仕官したことから、長沼家は代々、沼田藩で直心影流を指南した。また、長沼国郷の晩年に生まれた実子の長沼徳郷は、長沼綱郷より直心影流を学び、主家の永井氏の美濃国加納への転封により加納藩に直心影流が伝えられた。

### 分派
竹刀稽古の導入によって直心影流剣術は盛んとなり、藤川近義に始まる藤川派、団野義高（真帆斎）に始まる団野派、男谷信友の男谷派などの多くの分派が生まれた（これらの分派と区別するため、直心影流剣術の正統である長沼家の系統を長沼派と呼ぶ場合もある）。
これらの分派の中でも男谷派は、上段の構えを使うことが多い直心影流を、正眼の構えを中心に改めるなど、より竹刀での試合に適した内容に改め、また男谷信友が講武所の頭取であったこともあって、幕末に大いに栄えた。同時期の藤川派も藤川整斎が名人として名高かった。また、長沼派も幕末には門弟2千人と号し、大いに栄えたが、長沼家の最後の伝承者である第15代の長沼称郷（可笑人）が明治初期の廃刀令で伝承を断念した。
直心影流は全国に広まり、示現流系の流派が大勢を占める薩摩藩にも伝わった。薩摩藩は示現流系一辺倒だと思われがちが、直心影流が藩校の造士館も含め藩内で大いに稽古されていた。薩摩藩伝の直心影流は長沼国郷の弟子である鈴木藤賢（弥藤次）によって伝えられた。鈴木は元々は幕臣であったが、竹姫が島津氏に輿入れする際に従い、薩摩藩士となった。代々鈴木氏が継承して藩内にも大いに広まり、鈴木家の道場は「鈴木殿の稽古」（すずっどんのけこ）と呼ばれ畏敬されていた。江戸時代後期の坂口兼儔（作市）は名人といわれた。薩摩藩出身の直心影流（真影流）門人には、有馬新七、川路利良、牧野伸顕等がいる。
また、薩摩藩での分派に深見有安（休八）の深見流がある。深見有安の養子の深見有正は、二の丸稽古所の師範17人の一人となった。
鹿児島には、直心影流の法定を伝える『薩摩影之流』があり、示現流と折衷の形が伝わっている。示現流が、茨城県笠間の発祥であることから、示現流は、直心影流から分派したと見る研究家もいる。

### 明治以降
男谷信友から流儀を継承した榊原鍵吉以降の男谷派については、明治11年（1878年）に野見錠次郎が継承した系統と、明治27年（1894年）に山田次朗吉が継承した系統とがある。野見錠次郎の系統は野見のひ孫の石垣安造に伝えられている。山田次朗吉は男谷派以外に藤川派も学んでいたため、山田が伝えた内容は榊原鍵吉以前の男谷派とも内容が異なるという説もある。山田は関東大震災で伝書を焼失したので、山田の系統では、現在、直心影流剣術の宗家は存在しないという立場をとっている。山田の後は、弟子：加藤完治、大西英隆、大森曹玄が、各地で法定之型を指導した。
加藤完治の系統は、茨城・日本武道修練会、日本伝統文化保存会椎名市衛、千葉・人間禅付属剣道場宏道会、広島・保仁館道場に伝えられている。
大西英隆の系統は、直心影流百錬会、法定会、高崎経済大学剣道部他各地に伝えられている。大森曹玄の系統は、高歩院鉄舟会や茨城・小座山道場に伝えられている。
これ以外には、備前岡山新田藩（鴨方藩）伝の直心影流を修行し奥村二刀流を開いた奥村左近太は直心影流と奥村二刀流の両流を指導していた。また、播磨龍野藩伝の直心影流を伝えた富山圓の系統もある。
師範家の美濃加納藩の長沼家（長沼国郷の実子・徳郷の家系）から長沼和郷を輩出している。長沼和郷は幕末に直心影流を修行し、大正14年（1925年）に大日本武徳会から剣道範士号を授与された。

## 型稽古
現在、直心影流には法定之型、韜之型、小太刀之型、刃挽之型、丸橋之型の5つの型が伝えられている。竹刀稽古をいち早く導入した流派であり、また分派が多く派によって伝える内容は変化している。

### 法定

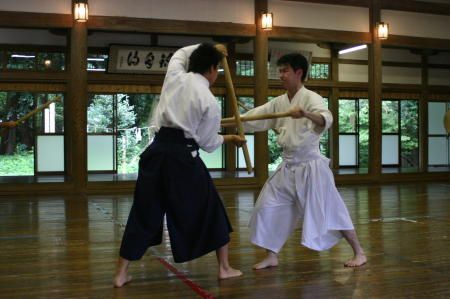
法定の型の演武

八相発破、一刀両断、右転左転、長短一味の4本よりなる直心影流の根本の型である。各々、春夏秋冬の呼吸に基づき行い、一足一刀・相打ちを基本とする。伝説では松本（杉本）備前守が得た法定は5本であったが、小笠原源信斎が中国思想を取り入れて4本に改されてめたとされる。最初はこの法定を太い木剣で三、四年もみっちりと稽古させる。一歩一歩を真歩と言ってア・ウンの呼吸と合わせて正確に踏ませ、大上段の太刀を泰山の崩れるような勢いで打ち下ろす。いわば、書道の楷書に当たるのが、この法定である。これが完全に近く出来ると、間合い、気合いが手に入り、「後来の習態」が除かれ、筋骨も固まり、手の内のしまり具合も会得されてくる。この次に韜の型を行う。

### 韜
龍尾2本、面影2本、鉄破4本、松風2本、早船2本、曲尺、円連の14本よりなる。小笠原源信斎が作ったとされる。半足での間合いの取り方等を身につける。

### 小太刀
風勢、水勢、切先返、鍔取、突非押非、円快を内容とする。長に対する短をもって勇気を養うとされる。

### 刃挽
法定の裏として真剣をとっての手の内の強弱、筋の良し悪しを吟味修正する。

### 丸橋
八相、堤、水車、円快、円橋を内容とする。。立禅の真体であり、動静一致して至精至大の神位を養うとされる。
「丸橋」は「直心影流伝解」に「元来不立文字に属する立禅の真体にして、動性一致の修道なり。故に無窮の道力を以って至精至大の神位を涵養(かんよう)す」とあって、直心影流最高の極意とされている。山田次郎吉が型を学んだ山田八郎が丸橋を使ってみせたところ、山岡鉄舟は「剣道にも深遠ここに達するものがあったのか、剣道だけでここまで行ければ、かならずしも禅の力を借りる必要はない」と讃嘆してやまなかったとされている。大森曹玄による丸橋の解説は著書『剣と禅』四章、動静一如-柳生の転と武蔵の巌の身において書かれている。山田次郎吉は「千仞(じん)の断崖上にかけられた丸木橋を無心で渡る心だ」と丸橋について垂示たことがある。大森曹玄は「丸橋」は「まろばし」と読み「転」を意味するのではないかと考え、それは、いまという時、ここという処に、全生命を打込んで、即時即処に円球を盤上を転ずるように円転無礙に真実を実行してゆくことだ、臨済のいわゆる境に乗ずる底の、自由無礙な絶対随順行が「転」の真意だと主張してきた。

## 主な門人
有名な門人としては、幕末の剣豪男谷信友、その弟子の島田虎之助がいる。また、門人の勝海舟は男谷信友の従兄弟にあたる。
明治の剣豪榊原鍵吉、高山峰三郎、得能関四郎、奥村左近太、富山圓、山田次朗吉などがいる。